# Lars Nieberg
Lars Nieberg (n. 24 iulie 1963, Wittingen, Republica Federală Germania, Germania) este un sportiv ce a reprezentat Germania, medaliat olimpic. A participat la 2 ediții ale Jocurilor Olimpice (1996, 2000) în care a câștigat două medalii de aur.